# Kōsei Inoue
Kōsei Inoue, född 15 maj 1978 är en japansk judoka som deltagit i flera VM och ett OS. Han föddes den 15 maj 1978 i Miyakonojo, Miyazaki. Han bor för närvarande i Edinburgh, Skottland.

## Karriär
Kōsei Inoue är en av fyra judokas som vunnit tre VM och tre japanska mästerskap. Han valdes till kapten av det japanska laget i OS 2004, men åkte ur i åttondelsfinalen.
2005 vann han Grand Slam Tokyo (Jigoro Kano International Cup), vilket är en tävling med många OS- och VM-vinnare.
| År   | Turnering             | Placering |
| ---- | --------------------- | --------- |
| 1998 | Asiatiska spelen      | 1:a       |
| 1999 | VM                    | 1:a       |
| 2000 | OS                    | 1:a       |
| 2001 | VM                    | 1:a       |
| 2001 | Japanska mästerskapen | 1:a       |
| 2002 | Japanska mästerskapen | 1:a       |
| 2002 | Asiatiska spelen      | 1:a       |
| 2003 | VM                    | 1:a       |
| 2003 | Japanska mästerskapen | 1:a       |